# Wei Yongli
Wei Yongli (韋 永麗T, 韦 永丽S, Wéi YǒnglìP; Baise, 11 ottobre 1991) è una velocista cinese.

## Palmarès
| Anno | Manifestazione             | Sede           | Evento      | Risultato  | Prestazione | Note                                     |
| ---- | -------------------------- | -------------- | ----------- | ---------- | ----------- | ---------------------------------------- |
| 2011 | Campionati asiatici        | Kōbe           | 100 m piani | Argento    | 11"70       |                                          |
| 2011 | Campionati asiatici        | Kōbe           | 4×100 m     | Argento    | 44"23       |                                          |
| 2011 | Mondiali                   | Taegu          | 4×100 m     | Batteria   | dq          |                                          |
| 2012 | Campionati asiatici indoor | Hangzhou       | 60 m piani  | Oro        | 7"37        |                                          |
| 2012 | Mondiali indoor            | Istanbul       | 60 m piani  | Semifinale | 7"35        |                                          |
| 2012 | Giochi olimpici            | Londra         | 100 m piani | Batteria   | 11"48       |                                          |
| 2013 | Campionati asiatici        | Pune           | 100 m piani | Oro        | 11"29       | Miglior prestazione personale            |
| 2013 | Campionati asiatici        | Pune           | 4×100 m     | Oro        | 44"01       |                                          |
| 2013 | Mondiali                   | Mosca          | 4×100 m     | Batteria   | 44"22       |                                          |
| 2013 | Giochi dell'Asia orientale | Tianjin        | 100 m piani | Oro        | 11"57       |                                          |
| 2013 | Giochi dell'Asia orientale | Tianjin        | 200 m piani | Oro        | 23"71       |                                          |
| 2013 | Giochi dell'Asia orientale | Tianjin        | 4×100 m     | Oro        | 43"66       |                                          |
| 2014 | Mondiali indoor            | Sopot          | 60 m piani  | Semifinale | 7"30        | Miglior prestazione personale stagionale |
| 2014 | Giochi asiatici            | Incheon        | 100 m piani | Oro        | 11"48       |                                          |
| 2014 | Giochi asiatici            | Incheon        | 200 m piani | Argento    | 23"27       |                                          |
| 2014 | Giochi asiatici            | Incheon        | 4×100 m     | Oro        | 42"83       | Record dei Giochi                        |
| 2015 | Campionati asiatici        | Wuhan          | 100 m piani | Bronzo     | 11"46       |                                          |
| 2015 | Campionati asiatici        | Wuhan          | 4×100 m     | Oro        | 43"10       | Record dei campionati                    |
| 2015 | Mondiali                   | Pechino        | 100 m piani | Semifinale | 11"27       | Miglior prestazione personale            |
| 2015 | Mondiali                   | Pechino        | 4×100 m     | Batteria   | 43"18       |                                          |
| 2016 | Mondiali indoor            | Portland       | 60 m piani  | Semifinale | 7"28        |                                          |
| 2016 | Giochi olimpici            | Rio de Janeiro | 100 m piani | Batteria   | 11"48       |                                          |
| 2016 | Giochi olimpici            | Rio de Janeiro | 4×100 m     | Batteria   | 42"70       |                                          |
| 2017 | World Relays               | Nassau         | 4×100 m     | Bronzo     | 43"11       |                                          |
| 2017 | World Relays               | Nassau         | 4×200 m     | 8ª         | 1'37"60     |                                          |
| 2017 | Mondiali                   | Londra         | 100 m piani | Batteria   | 11"37       |                                          |
| 2017 | Mondiali                   | Londra         | 4×100 m     | Batteria   | dq          |                                          |
| 2018 | Mondiali indoor            | Birmingham     | 60 m piani  | Batteria   | 7"35        |                                          |
| 2018 | Giochi asiatici            | Giacarta       | 100 m piani | Bronzo     | 11"33       |                                          |
| 2018 | Giochi asiatici            | Giacarta       | 200 m piani | Bronzo     | 23"27       |                                          |
| 2018 | Giochi asiatici            | Giacarta       | 4×100 m     | Argento    | 42"84       |                                          |
| 2019 | Campionati asiatici        | Doha           | 100 m piani | Bronzo     | 11"37       |                                          |
| 2019 | Campionati asiatici        | Doha           | 4×100 m     | Oro        | 42"87       | Record dei campionati                    |
| 2019 | World Relays               | Yokohama       | 4×100 m     | Batteria   | dq          |                                          |
| 2019 | World Relays               | Yokohama       | 4×200 m     | Argento    | 1'32"76     | Record asiatico                          |
| 2019 | Mondiali                   | Doha           | 100 m piani | Semifinale | 11"28       |                                          |
| 2019 | Mondiali                   | Doha           | 4×100 m     | Finale     | dq          |                                          |
| 2021 | Giochi olimpici            | Tokyo          | 100 m piani | Batteria   | 11"48       | Miglior prestazione personale stagionale |
| 2021 | Giochi olimpici            | Tokyo          | 4×100 m     | 6ª         | 42"71       |                                          |
| 2022 | Mondiali                   | Eugene         | 4×100 m     | Batteria   | 42"93       | Miglior prestazione personale stagionale |
| 2023 | Campionati asiatici        | Bangkok        | 4x100 m     | Oro        | 43"35       |                                          |
| 2023 | Giochi asiatici            | Hangzhou       | 100 m piani | 5ª         | 11"40       |                                          |
| 2023 | Giochi asiatici            | Hangzhou       | 4x100 m     | Oro        | 43"39       |                                          |

## Altre competizioni internazionali
2018
- Bronzo in Coppa continentale ( Ostrava), 4×100 m - 42"93